# Kostoľany pod Tribečom
Kostoľany pod Tribečom jsou obec na Slovensku. Leží v Nitranském kraji v okrese Zlaté Moravce asi 20 km severovýchodně do Nitry. Rozkládá se mezi jihovýchodními výběžky pohoří Tribče. Významnou památkou obce je předrománský kostel svatého Jiří, podle kterého je také pojmenována.
Obec leží v malebném údolí potoka Drevenica, mezi několika zalesněnými vrchy. Ze západu je to Dúň (514 m), ze severu Ostrý vrch (407 m), ze severovýchodu vrch Ploská (577 m) a z východu Veľký Lysec (547 m) a Malý Lysec (492 m). Na vrcholu Dúně se nachází zřícenina hradu Gýmeš, někdejší panství rodu Forgáčů. Z k němu vede asi tři kilometry dlouhá turistická stezka.

## Historie
Podle archeologických nálezů mohlo trvalé osídlení v dané lokalitě existovat už v 8. století. První písemná zmínka o obci pochází ze Zoborské listiny z roku 1113 („hranicou Kostolian je dolina; hranicou zo strany podhradských Kostolian je riečka Drevenica“), která obsahuje soupis majetků zoborského opatství.
Ve 13. století připadla obec do majetku hradu Gýmeš. V letech 1302–1329 patřila Matúši Čákovi a od roku 1386 rodu Forgáčů. V 16. století zasáhlo místní obyvatelstvo šíření reformace z německých zemí, což podporovala i místní vrchnost z rodu Forgáčů. Podle listu ostřihomského biskupa Pavla z Várdy panovníkovi z roku 1549 k nové víře nutili i násilím. Reformace se ještě urychlila za pozdější okupace Osmany.

## Obyvatelstvo
| Rok            | 1787 | 1828 | 2011 | 2015 | 2020 | 2022 |
| Počet obyvatel | 267  | 432  | 373  | 346  | 368  | 386  |

Obyvatelstvo se skládá z 98 % Slováků, 0,5 % Čechů a 1,5 % jiných národů.
V obci je skoro celá populace římskokatolického náboženství.

## Pamětihodnosti
- Předrománský kostelík sv. Jiří z 9.–10. století. Ve 13. století byla přistavěna věž, rekonstruován po požáru v 17. století, naposledy v roce 1966. V interiéru se zachovaly středověké fresky. Kostelík byl prohlášen za národní kulturní památku.
- Zřícenina hradu Gýmeš na vrchu Dúň, v katastrálním území obce Jelenec
- Hradiště lužické kultury východně od obce
- Chráněný areál Kostolianske lúky

## Galerie

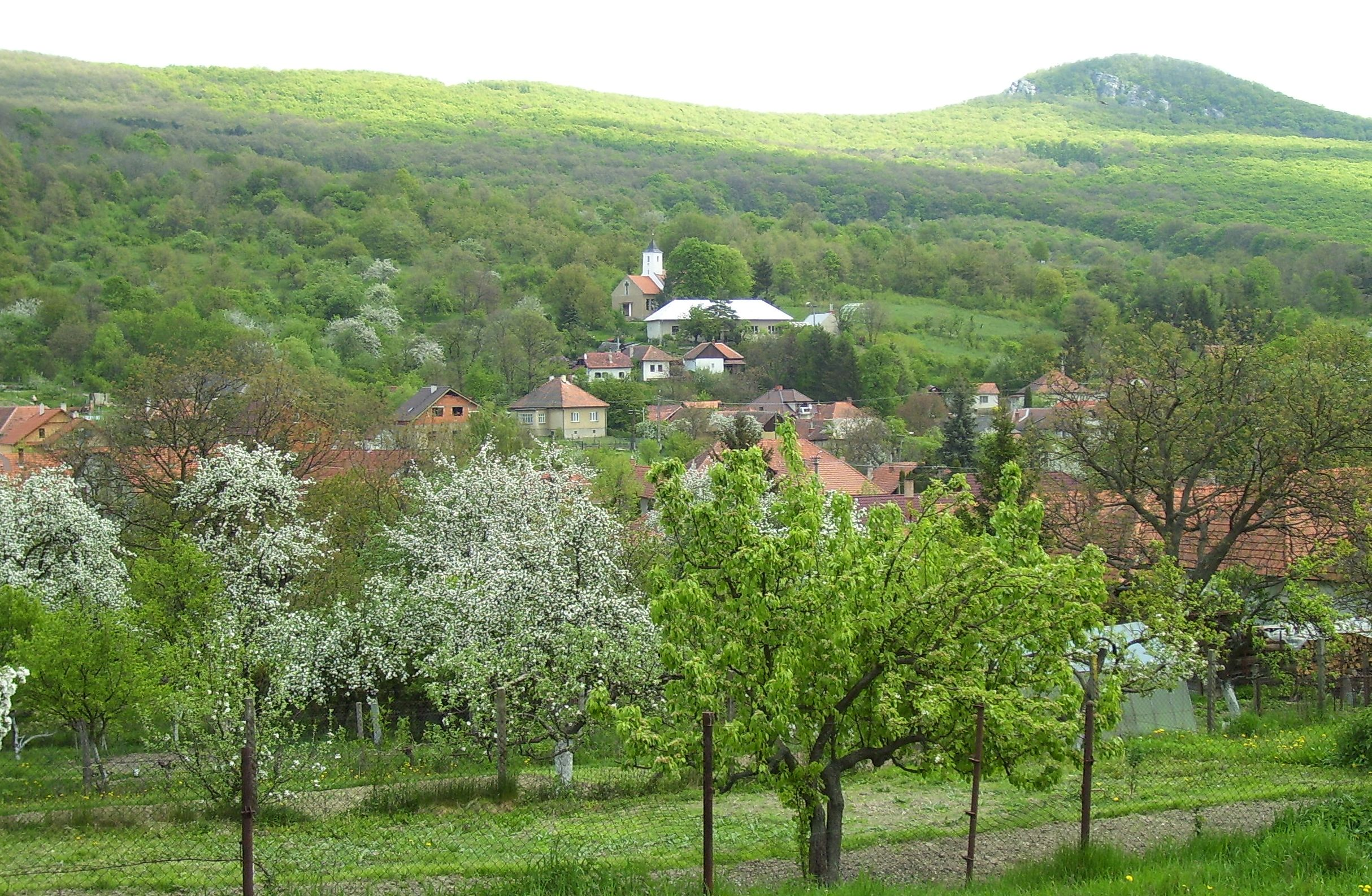
Panorama obce
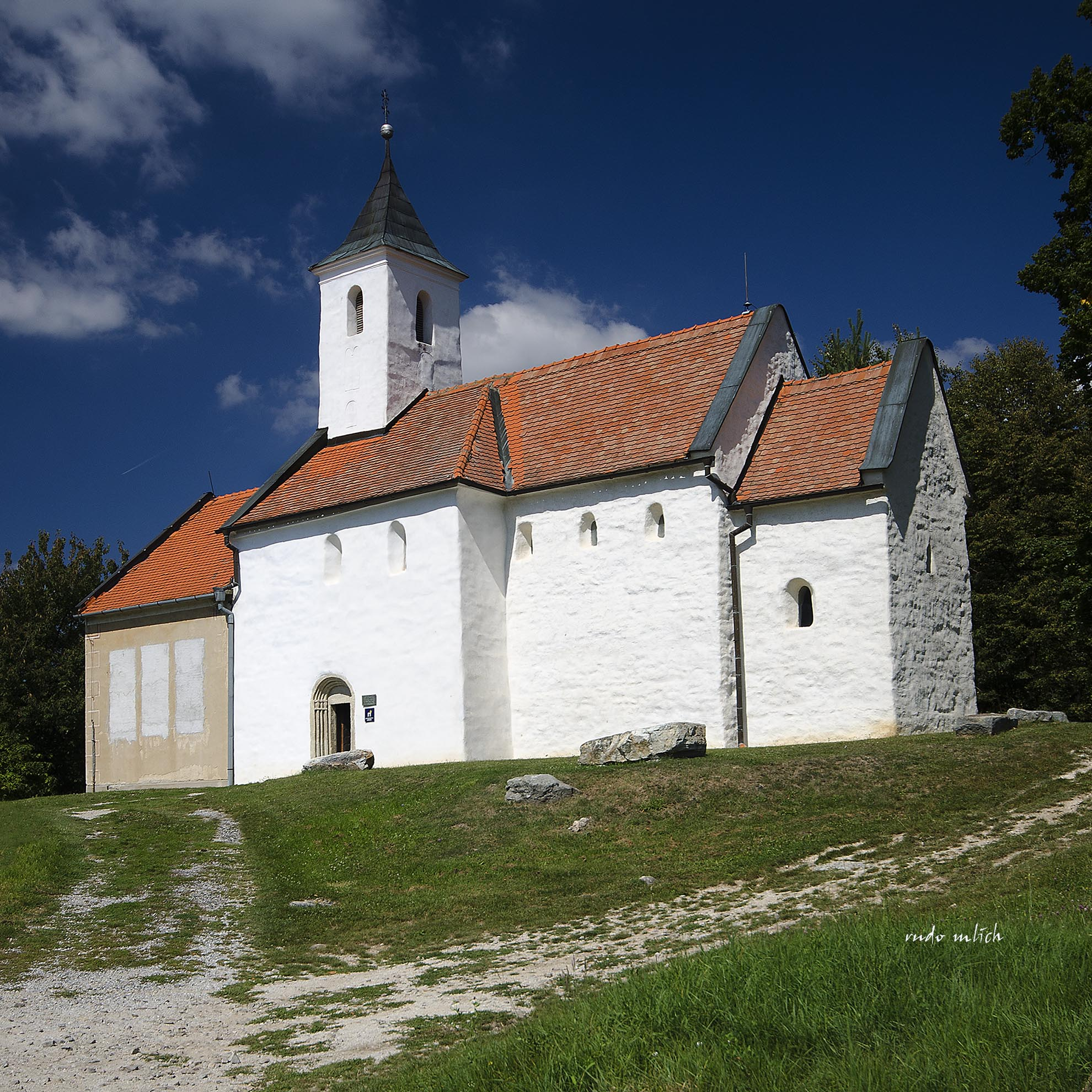
Kostel svatého Jiří
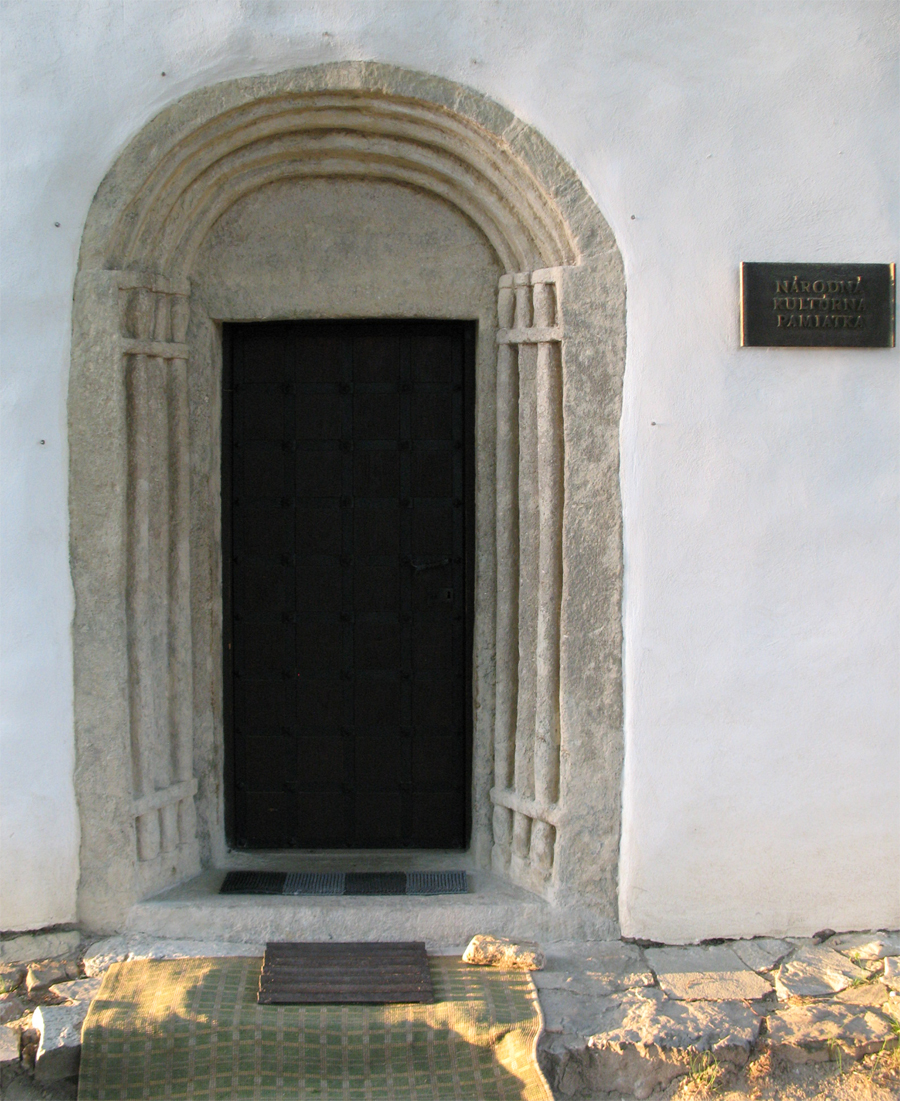
Vchod do kostela svatého Jiří
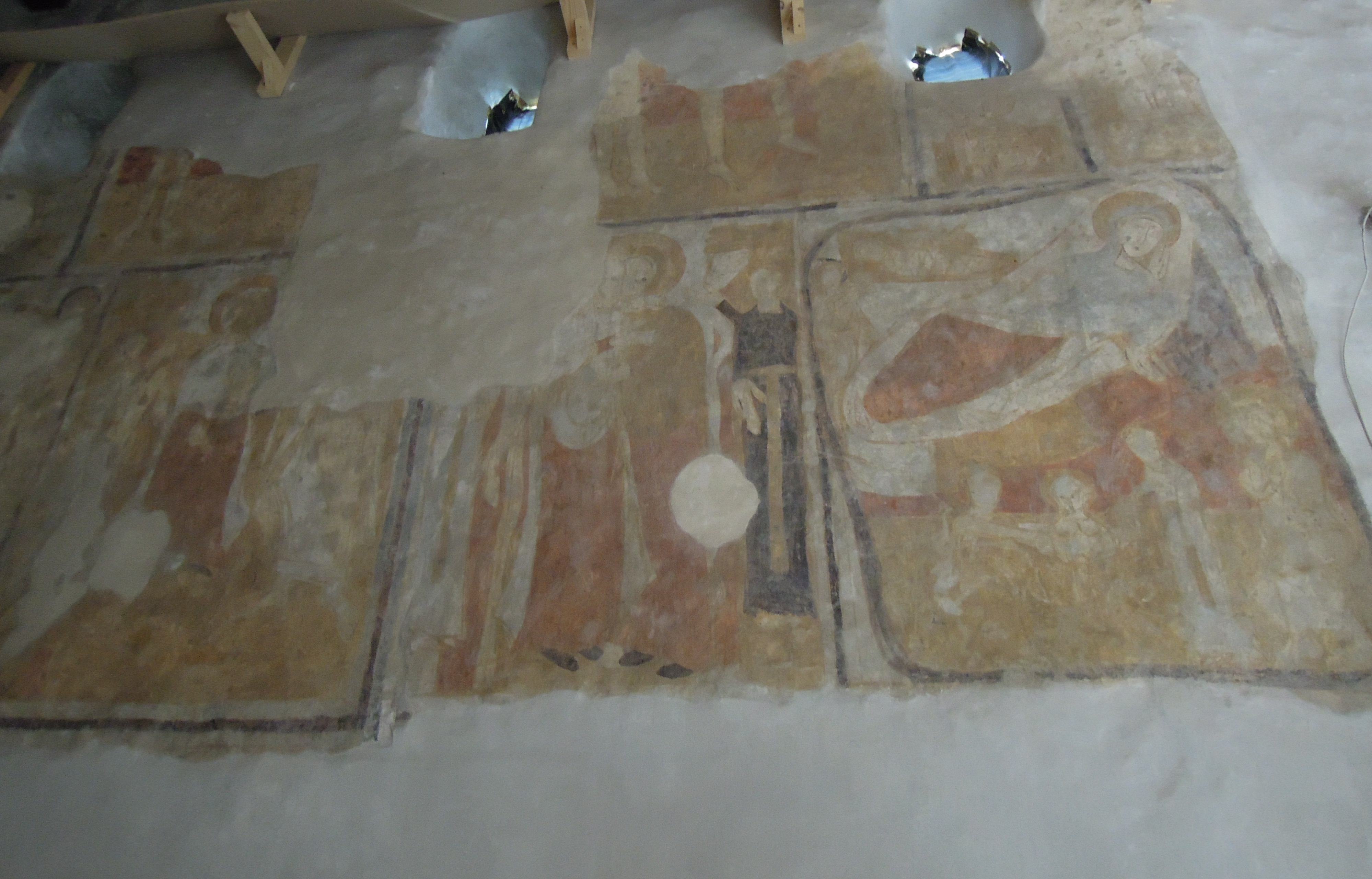
Středověké fresky v kostele svatého Jiří